# Heinz Brüdigam
Heinz Brüdigam (* 31. Juli 1929 in Hamburg; † 24. April 2003) war ein deutscher Journalist und antifaschistischer Schriftsteller. Er war als Buchhändler 1956 von der Schließung der Volksbuchhandlung der KPD im Zuge des KPD-Verbots betroffen und wurde daraufhin als Lektor beim Frankfurter Röderberg-Verlag angestellt, für den er das Buchprogramm erweitern sollte.
Heinz Brüdigam ruht auf dem Friedhof Ohlsdorf, südlich des Prökelmoorteichs im Planquadrat BP 59. 

## Publikationen
- Wahrheit und Fälschung. Das dritte Reich und seine Gegner in der Literatur seit 1945. Versuch eines kritischen Überblicks. Röderberg, Frankfurt am Main 1959.
- Der Schoß ist fruchtbar noch. Neonazistische, militaristische, nationalistische Literatur und Publizistik in der Bundesrepublik. Röderberg, Frankfurt am Main 1964.
- Das Jahr 1933. Terrorismus an der Macht. Eine Dokumentation über die Errichtung der faschistischen Diktatur. Röderberg, Frankfurt am Main 1978, ISBN 3-87682-586-5.
- Faschismus an der Macht. Berichte, Bilder, Dokumente über das Jahr 1933. 50 Jahre danach. Röderberg, Frankfurt am Main 1982 (originalgetreuer Nachdruck einer Tarnschrift der KPD), ISBN 3-87682-764-7.